# من عاشق کار شما هستم
من عاشق کار شما هستم (به انگلیسی: I Love Your Work) فیلمی محصول سال ۲۰۰۵ و به کارگردانی آدام گلدبرگ است. در این فیلم بازیگرانی همچون جووانی ریبیسی، فرانکا پوتنته، کریستینا ریچی، جاشوا جکسون، ماریسا کافلان، جیسون لی، لیک بل، وینس وان، ریک هافمن، شالوم هارلو، جرد هریس، الویس کاستلو و هایلی داف ایفای نقش کرده‌اند.